# L'Ametlla del Vallès
L'Ametlla del Vallès è un comune spagnolo di 7 319 abitanti situato nella comunità autonoma della Catalogna.
Qui è natio il calciatore ed allenatore José Moré Bonet.